# Rue Jean-Rey (Viroflay)
La rue Jean-Rey est une voie de communication du centre historique de la commune de Viroflay, dans les Yvelines.

## Situation et accès
Orientée d'ouest en est, elle commence au carrefour de l'avenue de Versailles et de la route du Pavé-de-Meudon. Elle laisse sur sa gauche la rue Raphaël-Corby puis, au niveau de l'église, elle passe le carrefour de la Fontaine, au droit de la rue Rieussec. Elle se termine place du Général-de-Gaulle, au croisement de la rue Henri-Welschinger et de la rue Molière, dans l'axe de l'avenue Gaston-Boissier.

## Origine du nom
Jean Rey (1861-1935), membre de l’Académie des sciences, habitait dans sa propriété des Feuillantines, au no 30 de cette rue. Il est enterré au cimetière de Viroflay. Son nom fut attribué à la rue en 1939.

## Historique
Cette ancienne voie, autrefois rue de Versailles, faisait partie du chemin de Normandie et de Bretagne, partant de Paris. Elle était à la fin du XIXe siècle une avenue bordée de grands parcs.

C'est encore aujourd'hui une des principales rues commerçantes de la ville, et dont certains établissements datent du début du XXe siècle.

## Bâtiments remarquables et lieux de mémoire
- Église Saint-Eustache de Viroflay, érigée en paroisse en 1546[4].
- Pavillon Saint-Vigor, édifice classique construit en 1770 pour Louis Mercier de Saint-Vigor[5],[6].
- Piscine et stade des Bertisettes, du nom d'un lieudit[7] attesté sur le cadastre napoléonien de 1812. Ce plateau sablonneux fut exploité dès le XVe siècle pour la construction de la ville, et plus tard pour celle du château de Versailles[8].
- Au no 5, un presbytère datant de la fin du XVIIIe siècle, qui servit aussi d'école.
- Au no 17, ancien hôtel seigneurial Aimery, famille propriétaire du territoire jusqu'à la Révolution. Elle fut transformée en école des années 1930 aux années 1970[9]. C'est aujourd'hui le Conservatoire de Musique et de Danse de Viroflay[10].
- Au no 30, ancienne propriété des Feuillantines qui était un relais de poste sous Louis XIII avant d'appartenir à la famille Chaix puis d'être acquise par Jean Rey en 1907[11]. La famille la revendit en 1953. C'est aujourd'hui un ensemble de quatre-vingt-quatorze logements en sept immeubles.